# Barthélemy Xatart
Barthélemy Pagès-Xatart dit Xatart, né le 1er mars 1774 à Prats-de-Mollo et mort le 24 novembre 1846 à Prats-de-Mollo, est un botaniste et homme politique français. 

## Biographie
Barthélemy Xatart est le fils de Pau Barthomeu Francisco Pagès-Xatart et de Veronica Boix.
Pharmacien dans sa ville natale, il a parcouru les montagnes des environs (Vallespir, Conflent, Cerdagne et côte Vermeille) afin d'en étudier les plantes. Ses seuls écrits sont une abondante correspondance avec de nombreux autres botanistes et un herbier commenté, conservés à l'herbier Montpellier Université.
Plusieurs espèces sont nommées en son honneur. 
Par ailleurs, juge de paix de 1816 à 1830, il est maire de Prats-de-Mollo de 1808 à 1814 et conseiller général (pour le canton de Prats-de-Mollo-la-Preste) de 1836 à 1845.

## Postérité et hommages
- Arianta xatartii (Farines, 1834), gastéropode présent dans les montagnes entre Vallespir et Catalogne.
- Xatartia scabra (Lapeyr.) Meisn., 1838, plante vasculaire endémique des Pyrénées catalanes.